# Крістофер Болдвін
Крістофер Болдвін (англ. Christopher Baldwin, нар. 25 лютого 1973) — американський ілюстратор і автор декількох вебкоміксів, найважливішими з яких є «Бруно», погляд на життя інтроспективної молодої жінки в реальному світі. До інших його робіт належать короткі серії коміксів, деякі з яких навмисне створені так, щоб спонукати до синдикації; це Shepard and May (публікувався упродовж 5 тижнів у 2000 році), Kim in Love (публікувався з 1 по 22 жовтня 2001), і Madge's Diary (публікувався з 5 листопада 2001 по 18 січня 2002). Комікс Little Dee про молоду дівчину, яку виростив ведмідь, випущений 7 червня 2004 року для синдикації і завершений у квітні 2010 року. Пізніше Болдвін опублікував науково-фантастичний вебкомікси Spacetrawler і One Way. Крім коміксів, у 2003 році Болдвін також написав роман Loved into Submission: a Dark Existential Farce.

## Біографія
Крістофер народився в Монтегю, штат Массачусетс, а дитинство провів у Ґрінфілді. За його власними словами, на 1991 рік він вже створив більше 30 коміксів. Закінчивши коледж на початку 1994 року, він працював на різних фрілансерських робо́тах і подорожував по Європі, де робив фотографії, на яких згодом базувалися сцени коміксу «Бруно». Він також подорожував по Америці, роблячи фотографії, жив у Портленді, штат Орегон, а пізніше в Олімпії, штат Вашингтон.

## Вебкомікси

### Бруно
Бруно — це вебкомікс, написаний і намальований Болдвіном з 1 січня 1996 року по 14 лютого 2007 року. Його сюжетні лінії обертаються навколо життя інтроспективної молодої жінки, дія відбувається в реальному світі. Її незвичайне ім'я походить від імені італійського філософа Джордано Бруно.

### Little Dee
Little Dee — це вебкомікс Болдвіна, розпочатий 7 червня 2004 року. «Вашингтон пост» назвала його «чарівним», інші відгуки вживають епітети «справді невинний і смішний», «в жодному разі не неприємний», і «відповідний вікові». У коміксі йдеться про маленьку дівчинку (Ді), яка губиться в лісі. Вона подружилася з трьома тваринами: ведмедем, стерв'ятником і собакою Тварини розмовляють, Ді — ні.

### Spacetrawler
Spacetrawler — це вебкомікс в жанрі космічної опери, який виходив з 1 січня 2010 року по 25 грудня 2013. У сюжеті задіяна група чоловіків і жінок з Землі, які були викрадені й обернені на рабів інопланетянином, в рамках плану покласти кінець поневоленню інших інопланетних видів. Комікс почав оновлюватися знову у 2016 році.

### One Way
One Way — науково-фантастичний комікс, розпочатий після завершення Spacetrawler, розповідає про команду астронавтів, яких людство відправило встановити контакт з інопланетною расою.